# Together in electric dreams
Together in electric dreams is een single van het gelegenheidsduo Philip Oakey & Giorgio Moroder. Het is afkomstig van hun album Philips Oakey & Giorgio Moroder uit 1984. Op 10 september dat jaar werd het nummer op single uitgebracht.

## Achtergrond
Het is de enige hit die dit gelegenheidsduo had in Nederland. Together in electric dreams werd opgenomen als deel van de filmmuziek behorende bij de sciencefictionfilm Electric dreams uit 1984. Volgens Oakey (zanger van The Human League) stond het nummer al snel op band. Oakey was zich niet bewust van het feit dat gedurende zijn inzingen van het nummer de opnameapparatuur al aanstond. Muziekproducent Moroder zei, dat die versie voor hem voldoende was. Oakey heeft nog wel een tweede opgenomen, maar is ervan overtuigd dat de eerste versie op single terechtkwam. Oakey vond het daarbij opmerkelijk dat een nummer dat in circa 10 minuten is opgenomen populairder werd dan menig ander nummer van hem, terwijl hij daar langer mee bezig was (geweest).
De binding van tussen Oakey en de film is regisseur Steve Barron. Deze had de videoclip bij The Human Leagues single Don't You Want Me gemaakt. The Human League zong Together in verband met het succes in de UK wel tijdens concerten, fans dachten daarbij soms dat het nummer van de band afkomstig was.
De plaat werd uitsluitend een hit in het Engelse en Nederlandse taalgebied. In de VS bereikte de plaat de 20e positie in de "Billboard US Dance Club Songs", de 29e positie in Nieuw-Zeeland, de 5e in Australië, de 3e in Ierland en in Oakey's thuisland het Verenigd Koninkrijk eveneens de 3e positie in de UK Singles Chart.
In Nederland was de plaat op vrijdag 26 oktober 1984 Veronica Alarmschijf op Hilversum 3 en werd mede hierdoor een radiohit in de destijds drie landelijke hitlijsten op de nationale publieke popzender. De plaat bereikte de 35e positie in de Nationale Hitparade, de 15e positie in de Nederlandse Top 40 en piekte op de 14e positie in de TROS Top 50. In de Europese hitlijst op Hilversum 3, de TROS Europarade, werd de 13e positie behaald.
In België werd geen notering behaald in zowel de beide Vlaamse hitlijsten als de Waalse hitlijst.
Er is een handvol covers bekend van dit nummer waaronder die van Lali Puna, Kish Mauve, David Essex en Darren Hanlon.

## Hitnoteringen

### Nederlandse Top 40
Nadat de single op vrijdag 26 oktober 1984 Veronica Alarmschijf op Hilversum 3 was geweest, stond de plaat acht weken in de lijst.
| Positie: | 32 | 22 | 19 | 15 | 15 | 19 | 26 | 35 | uit |

### Nationale Hitparade
| Positie: | 39 | 47 | 47 | 35 | 41 | uit |

### TROS Top 50
Hitnotering: 01-11-1984 t/m 20-12-1984. Hoogste notering: #14 (1 week).

### TROS Europarade
Hitnotering: 05-11-1984 t/m 26-11-1984. Hoogste notering: #13 (2 weken).

### NPO Radio 2 Top 2000
Together in electric dreams stond alleen in 1999 in de NPO Radio 2 Top 2000, op plek 1910.